# Vasdobra
Vasdobra (németül: Neuhaus am Klausenbach, szlovénül: Dobra) mezőváros Ausztriában, Burgenland tartományban, a Gyanafalvi járásban.

## Fekvése

Vasdobrai panoráma

A rábafüzesi határátkelőtől 32 km-re délnyugatra, Burgenland déli csücskében fekszik. Társközségei: Bónisfalva (Bonisdorf), Mészvölgy (Kalch), és Békató (Krottendorf bei Neuhaus am Klausenbach).
A kataszteri közösségek Bónisfalva, Mészvölgy, Békató és Neuhaus am Klausenbach.

## Története
1213-ban "terra Dobra" néven említik először, ez volt a Dobrai uradalom (Dobrafölde) központja. Neve a szláv dobra (= jó) melléknévből való.
Területe ebben az időben került a szentgotthárdi apátságtól királyi kézre. Már ekkor állt a település temploma.
Várát 1266 és 1271 között építtették, mert 1271-ben már a Gergye nembeli Pál fia Miklósé. A 13. század végétől Németújváriaké, 1332-től a királyé, majd 1387-től Luxemburgi Zsigmond adományából a Széchyeké. A szalónaki vár ura Baumkirchner András romboltatta le 1467-ben. A Batthyányak még felépítették, de a 17. század óta pusztul.
A vár alatti települést 1471-ben "Poss. Dobra", 1478-ban és 1498-ban "Opidum Dobra" alakban említik. Története szorosan kapcsolódik a vár történetéhez. 1387-ben királyi adományként "Varallya" néven kapta az Alsólendvai Széchy család. A 15. században a Széchyeké. 1478-ban feléhez a Szécsi János leánya, Borbála, monyorókereki Elderbach Pertold felesége és gyermekei tartottak jogot, zálog címen. 1699-ben 7 fél, 39 negyed és 6 nyolcad jobbágytelke volt, ezenkívül 24 zsellérház is állt a településen. 1720-ban 31, 1751-ben 76 portát számláltak. 1787-ben 106 házában 532 lakos élt. 1828-ban 94 háza és 738 lakosa volt. 1857-ben 111 házában 762 lakos élt.
Vályi András szerint " DOBRA. Hajdani Vár Vas Vármegyéb. földes Ura Gróf Battyáni Uraság, ez erősséget valaha a’ tótok, és vandalusok építettek, a’ mint önnön maga a’ név Dobra mutattya, mert Dobra jót, vagy jóságot jelent, és a’ tótok, ’s vandalusok leg inkább a’ hegyeket szerették, azt véllvén, hogy azokon bátorságosan megnyugosznak, azért építették erősségeiket jobbára tsak a’ meredek, és hozzá mehetetlen helyeken. DOBRA. Elegyes német, és tót Mező Város, az említett Vártol nem meszsze Vas Vármegyében, földes Ura Gróf Battyáni Uraság, lakosai katolikusok, fekszik Stájer Országnak szomszédságában, Szent Gotthárdtol harmad fél mértföldnyire, határjának tulajdonságai valamennyire hasonlók Czenkhez, harmadik Osztálybéli."
Fényes Elek szerint " Dobra, (Neuhaus), német mváros, Vas vmegyében, a stájer határszélen, 304 kath., 300 evang. lak., s mind a két felekezetnek helyben van papja és temploma. Van egy hegyre épült régi vára s fenyves erdeje. A város feje egy uradalomnak, mellyet gróf Batthyáni Lajos birt."
Vas vármegye monográfiája szerint " Dobra, kisebb község, melynek 322 lakosa németajkú és r. kath. vallású. Postája Jobbágyi, távírója Felső-Eör. A körjegyzőség és a körorvos székhelye. A község elrejtett völgykatlanban fekszik. Régi várkastélya e század elején dőlt romba. Közelében van a Tábor nevű várlak, mely gr. Batthyány Lajos miniszterelnöknek kedvencz nyaralóhelye volt. Plébániája 1690-ben már virágzott. A kegyúri jogokat gróf Batthyány Ferencz örökösei gyakorolják."
1910-ben 797 lakosából 1560 német, 11 magyar, 8 szlovén volt, de a 19. században a tótsági járás egyik mezővárosaként sorolták be. A trianoni békeszerződésig Vas vármegye Szentgotthárdi járásához tartozott. A békeszerződések Ausztriához csatolták. Címerét 1977-ben avatták fel.
2001-ben 1034 lakosa volt, ebből 1017 német, 6 magyar, 5 horvát, 6 egyéb nemzetiségű volt.

## Nevezetességei
- Szent István királynak szentelt római katolikus temploma 1591-ben épült, tornya 17. századi. Evangélikusok kezdték építeni, de már a katolikusok fejezték be. 17. századi főoltárképe különösen értékes.
- A falutól 2 km-re északra levő Tabor-kastély 1469-ben épült. 1607-óta a Batthyányiak tulajdona volt, akik a 17. században bővítették. Gróf Batthyány Lajos miniszterelnök kedvenc nyaralóhelye volt. 1945-ben az orosz csapatok kifosztották, ekkor ment tönkre a belseje. Később szépen felújították, ma a városi múzeum működik benne.
- Ötszögletű alaprajzú középkori várrom, melyet sáncrendszer vesz körbe. Baumkircher András Szalónak ura romboltatta le 1467-ben. Romjaiban is tekintélyes. A várból szép kilátás nyílik a környező vidékre.
- Evangélikus temploma 1794-ben épült, 1801-ben tornyot építettek hozzá, majd a 19. század közepén bővítették. Oltárképe, Krisztus az Olajfák hegyén 1894-ben készült, ekkor kapta a templom toronyóráját is.

## Külső hivatkozások
- Vasdobra az Osztrák Statisztikai Hivatal honlapján
- Vasdobra a burgenlandi települések portálján
- Vasdobra a dél-burgenlandi települések portálján
- Dobra vára a magyar várak honlapján
- Vas megye várai – Vasdobra Archiválva 2016. március 24-i dátummal a Wayback Machine-ben
- Vasdobra a Geochaching Egyesület honlapján
- Geomix.at
- A burgenlandi települések történeti lexikona
- A helyi középiskola honlapja Archiválva 2009. január 3-i dátummal a Wayback Machine-ben
- A helyi sportklub honlapja
- Az evangélikus egyházközség honlapja